# La regina dei dannati
La regina dei dannati (titolo originale The Queen of the Damned), pubblicato nel 1988 è il terzo libro delle Cronache dei vampiri di Anne Rice. La narrazione è affidata ancora una volta al vampiro Lestat.
Dalla storia è stato tratto anche un film omonimo.

## Trama completa
La prima parte del libro segue le tracce di diverse persone durante un preciso arco temporale. Si è introdotti a vari nuovi mortali e vampiri che diventeranno parte del cosiddetto "Coven of the Articulate": Pandora, Jesse, Maharet, Khayman ed Eric (David Talbot, un membro della congrega, non è ancora diventato vampiro in questo libro). Si notano diversi personaggi dai libri precedenti: Armand, Daniel (il "ragazzo reporter" di Intervista col Vampiro), Marius, Louis, Gabrielle e Santino. Ognuno dei sei capitoli della prima parte narra la storia di un personaggio differente o di un differente gruppo di persone. Come filo conduttore fra i capitoli ci sono una serie di sogni riguardo due sorelle gemelle, probabilmente streghe, dai capelli rossi che vivevano in tempi antichi, e la notizia che un potente essere sta uccidendo tutti i vampiri nel mondo.

### Prima parte
Pandora e Santino si dirigono a salvare Marius, che li ha chiamati telepaticamente per provare ad avvertire gli altri di un grande e imminente pericolo. Non appena arrivano nella sua abitazione nel distante nord, lo ritrovano sepolto nel ghiaccio. Apprendono che Akasha, la Regina dei Dannati del titolo, è stata risvegliata dalla musica di Lestat. Ella ha assorbito suo marito Enkil e ha elaborato un piano per comandare il mondo dei mortali. È stata Akasha a uccidere gli altri vampiri, tentando di ridurre gli immortali a un piccolo numero di vampiri totalmente fedeli a lei.

### Seconda parte
Al concerto di Lestat Jesse viene ferita a morte e viene portata al complesso di Sonoma di Maharet, dove per salvarla viene trasformata in vampiro e dove il resto dei vampiri presenti nella prima parte del libro si radunano. Gli unici a non presentarsi sono Akasha e Lestat. Lei lo ha rapito e portato in un vorticoso giro del mondo, incitando le donne a sollevarsi e a uccidere gli uomini che le hanno oppresse e tentando di convincerlo a divenire il suo consorte.

### Terza parte
Nella casa di Maharet a Sonoma, nel mezzo di una foresta gigantesca, Maharet narra a Pandora, Santino, Armand, Daniel, Louis e Gabrielle la storia di Akasha e delle due gemelle dai capelli rossi, che sono in effetti Maharet e sua sorella, Mekare. Sono presenti anche Mael e Khayman, che però conoscono già la storia.

### Quarta parte
Akasha fronteggia il gruppo di vampiri nell'abitazione di Maharet. Qui lei espone i suoi piani e offre al gruppo di vampiri una chance per essere i suoi "angeli" nel suo Nuovo Mondo. Se si rifiuteranno, lei minaccia di ucciderli. Gli altri però affermano di non volersi associare, che il suo piano è un utopia, che non potrà mai tradursi nel mondo reale. Prima che lei possa mettere in pratica la minaccia di morte, Mekare irrompe e la uccide, quindi divora il suo cervello e il suo cuore, unico modo per salvare i rimanenti vampiri, divenendo così la nuova regina, e distruggendo Akasha una volta per tutte.
Scossi, i vampiri lasciano l'abitazione di Maharet per raggiungere "Night Island" in Florida, di proprietà di Armand, e per riprendersi. Dopo breve tempo si disperdono nuovamente, andando ciascuno per la propria strada. Alla fine del libro, Lestat porta con sé Louis per andare a trovare David Talbot. Dopo una breve visita si perdono nella notte. Un furibondo Louis e le sue arrabbiate parole riempiono Lestat di allegria.

## Edizioni
- Anne Rice, La regina dei dannati, traduzione di Roberta Rambelli, TEA, 1997,  p. 507, ISBN 88-7819-328-3.